# Quelli che contano
Pour plus de détails, voir Fiche technique et Distribution.
Quelli che contano est un film italien réalisé par Andrea Bianchi et sorti en 1974.
Le film est une sorte de variante mafieuse de Pour une poignée de dollars, lui-même inspiré du Garde du corps d'Akira Kurosawa. 

## Synopsis
Tony Aniante revient dans sa Sicile natale après de nombreuses années passées aux États-Unis. Les familles rivales Cantimo et Scannapieco se disputent ses services, sans savoir que le plan d'Aniante est en fait de les monter les unes contre les autres afin de prendre le pouvoir.

## Fiche technique
- Titre original : Quelli che contano[1] (litt. « Ceux qui importent »)
- Réalisateur : Andrea Bianchi
- Scénario : Sergio Simonetti, Piero Regnoli
- Photographie : Carlo Carlini
- Montage : Otello Colangeli
- Effets spéciaux : Gino Vagniluca
- Musique : Sante Maria Romitelli (it)
- Décors : Giovanni Fratalocchi
- Costumes : Alberta Santilli
- Trucages : Renzo Francioni
- Production : Mauro Righi
- Société de production : Alexandra Internazionale Cinematografica
- Pays de production :  Italie
- Langue originale : italien
- Format : Couleurs par Eastmancolor - 2,35:1 - Son mono - 35 mm
- Durée : 97 minutes (1 h 37[1])
- Genre : Poliziottesco
- Dates de sortie :
  - Italie : 11 janvier 1974
  - France : 20 avril 2019 (Hallucinations collectives[2])

## Distribution
- Henry Silva : Antonio Aniante dit « Tony »
- Barbara Bouchet : Margie
- Fausto Tozzi : don Ricuzzo Cantimo
- Vittorio Sanipoli : don Cascemi
- Mario Landi : don Turi Scannapieco
- Dada Gallotti : Santa Scannapieco
- Patrizia Gori : Carmela
- Piero Maria Rossi : Paolo
- Alfredo Pea : Zino, le petit-fils de don Turi
- Pietro Torrisi : Alfio Scannapieco
- Armando Bottin : Le tueur
- Giancarlo Del Duca : Le complice de Don Ricuzzo
- Carla Mancini : La domestique de Margie
- Orazio Stracuzzi : Le prêtre
- Enrico Marciani : Le commissaire
- Sergio Testori : Le complice de Don Tony

## Production
Le film se déroule en Sicile, mais a été tourné presque entièrement aux environs de Rome ; de nombreuses scènes ont été tournées dans la vieille ville de Montecelio. 

## Exploitation
Sorti dans les salles de cinéma italiennes le 11 janvier 1974, Quelli che contano a rapporté un total de 444 963 000 lires de l'époque. 

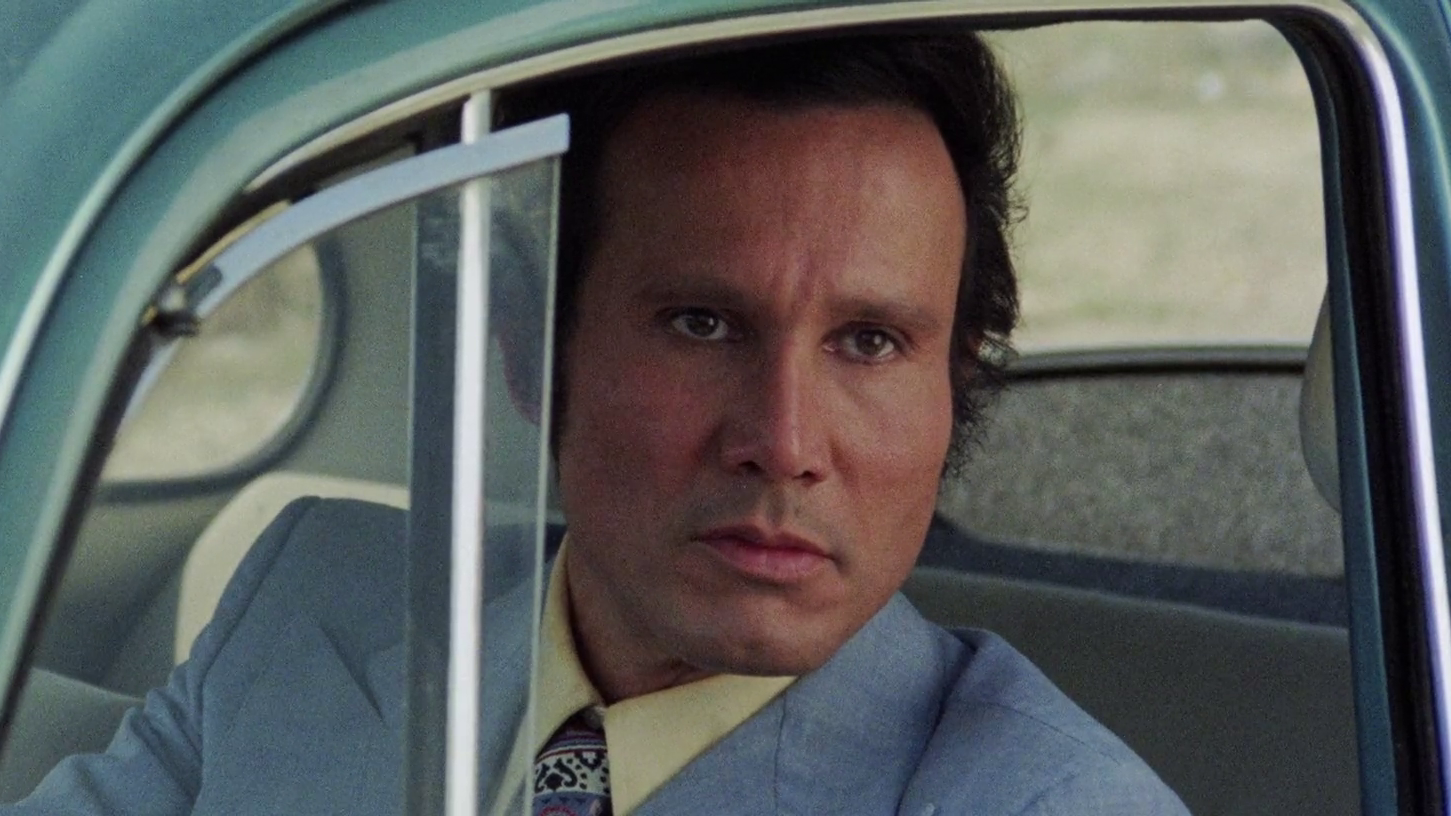
Henry Silva
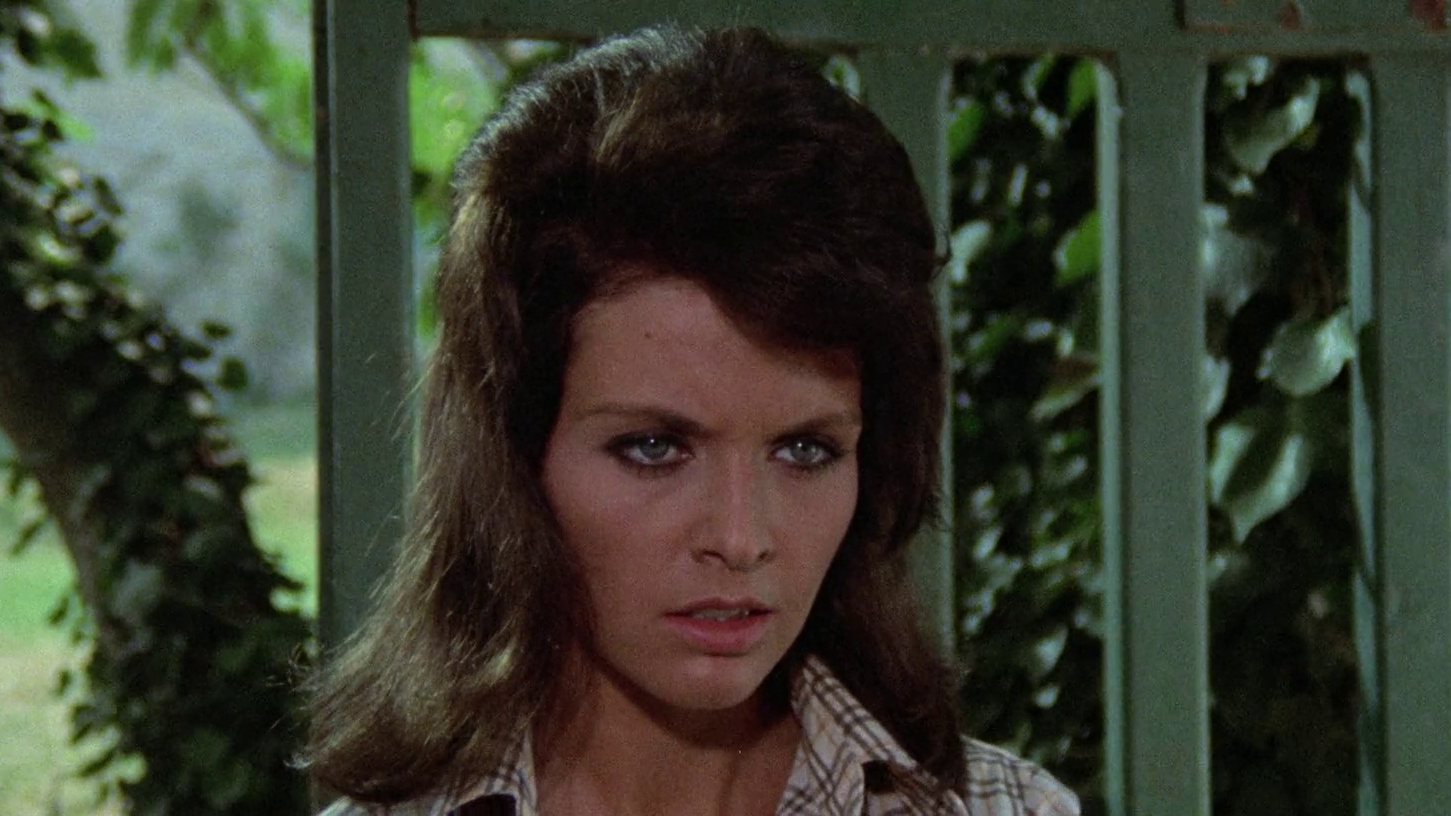
Patrizia Gori
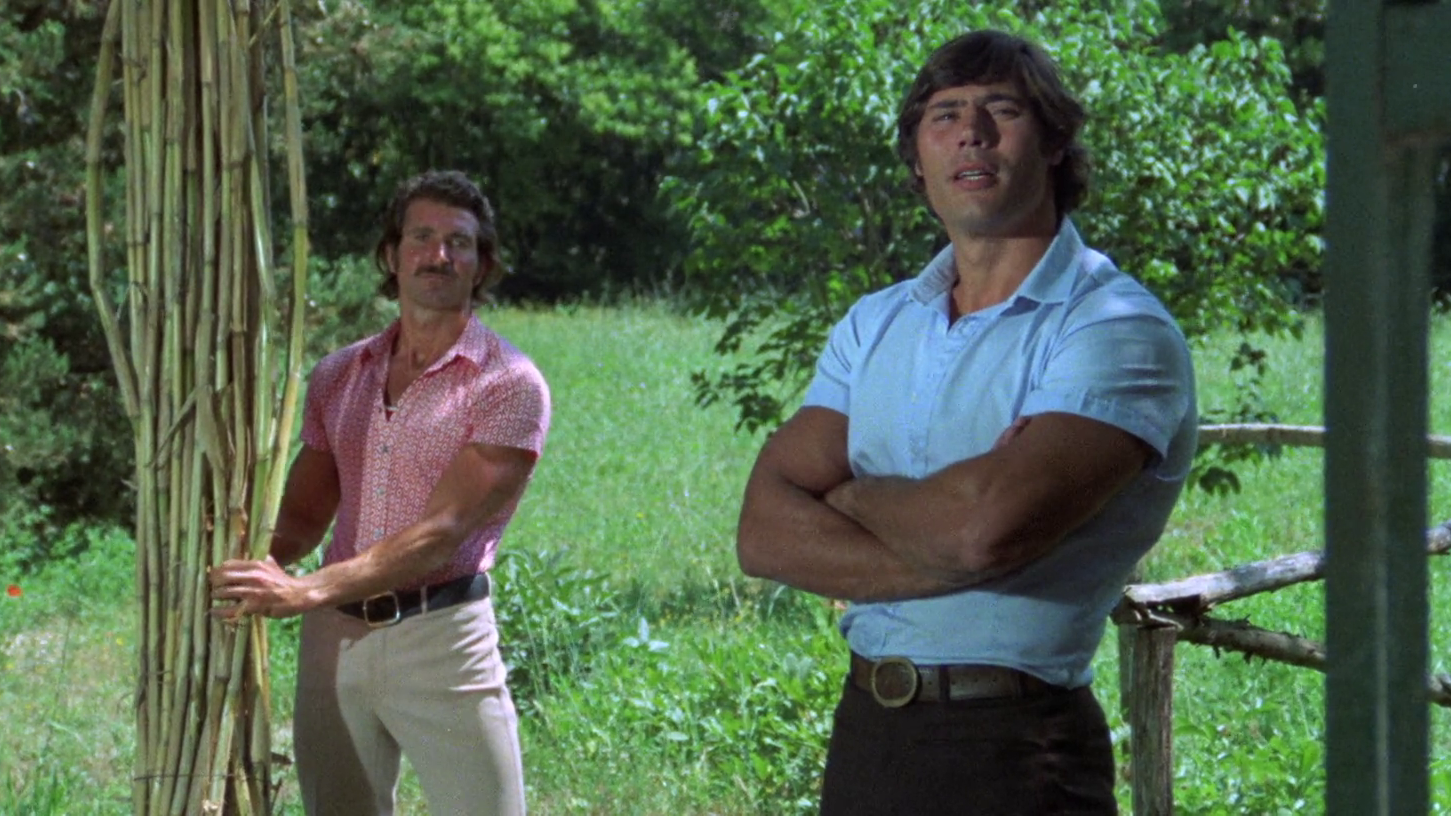
Pietro Torrisi
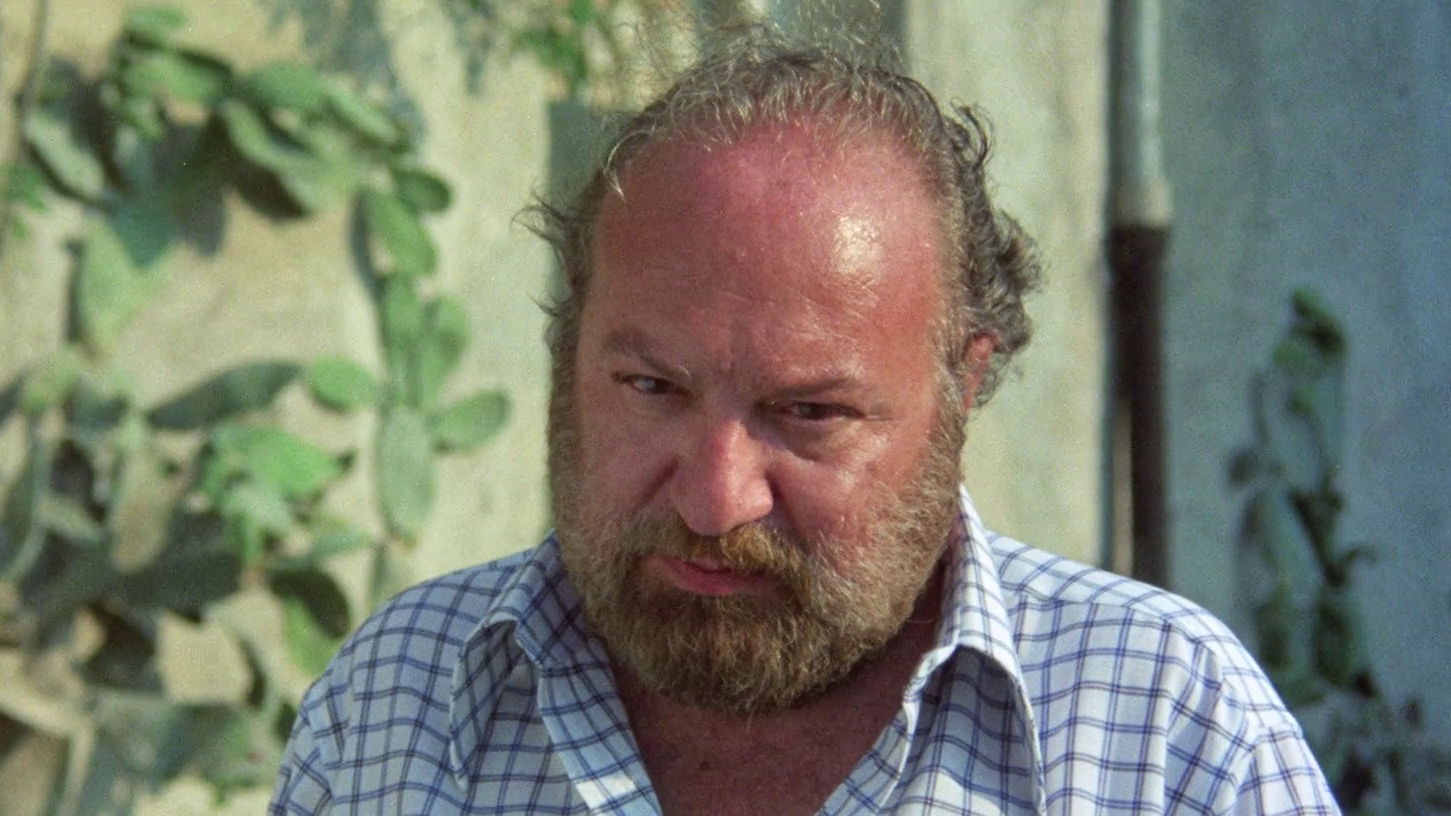
Mario Landi
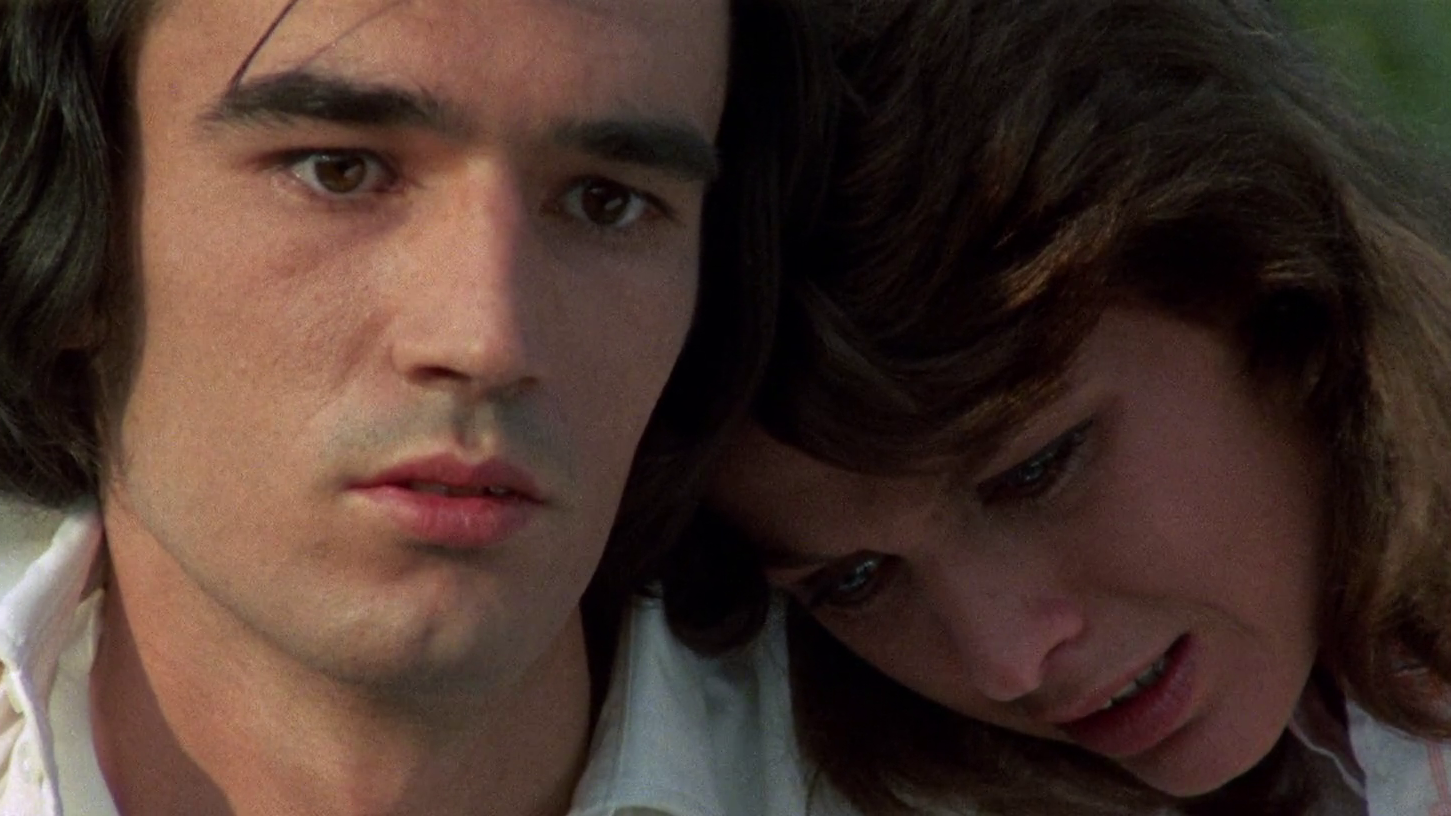
Pier Maria Rossi et Patrizia Gori
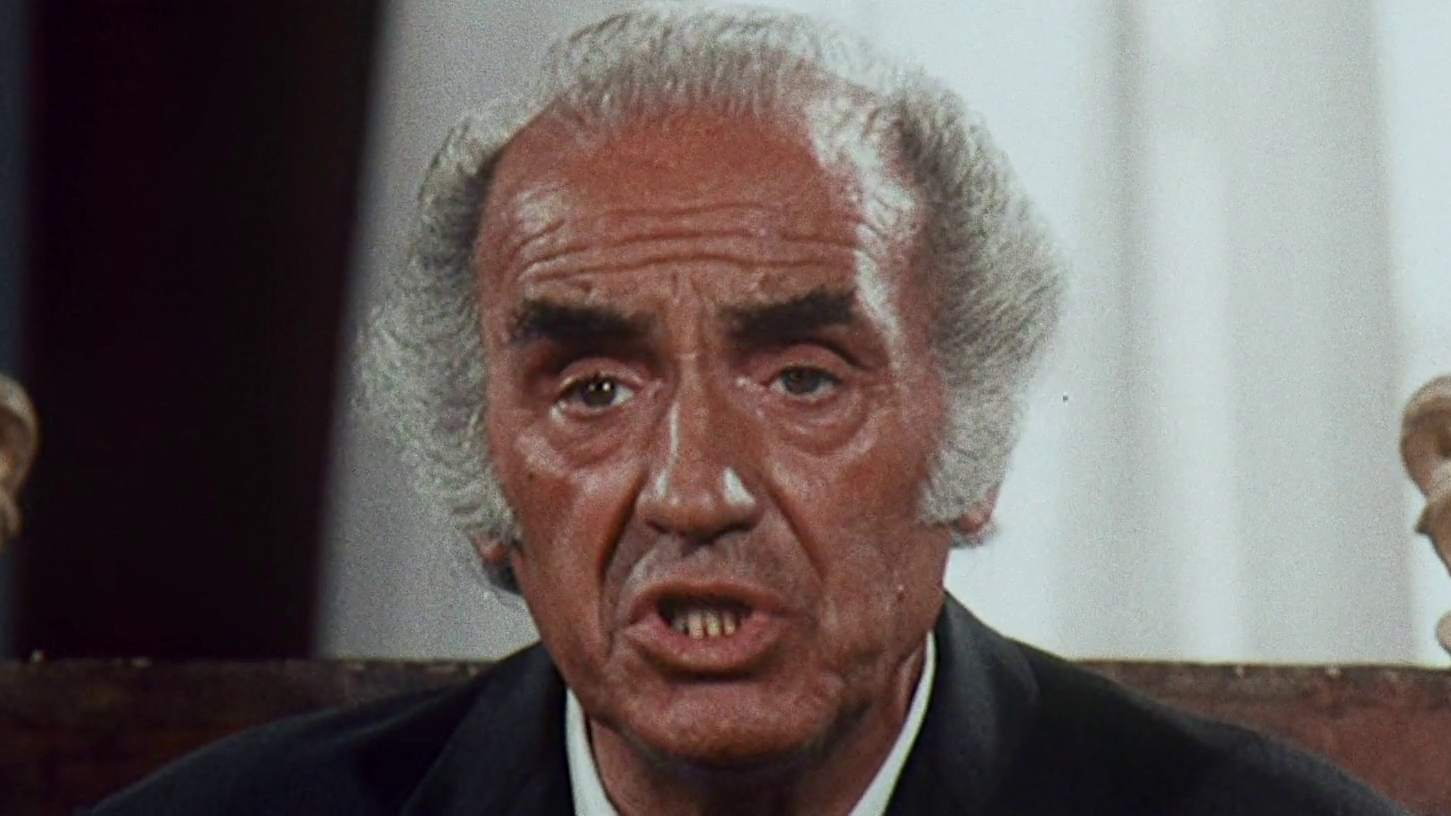
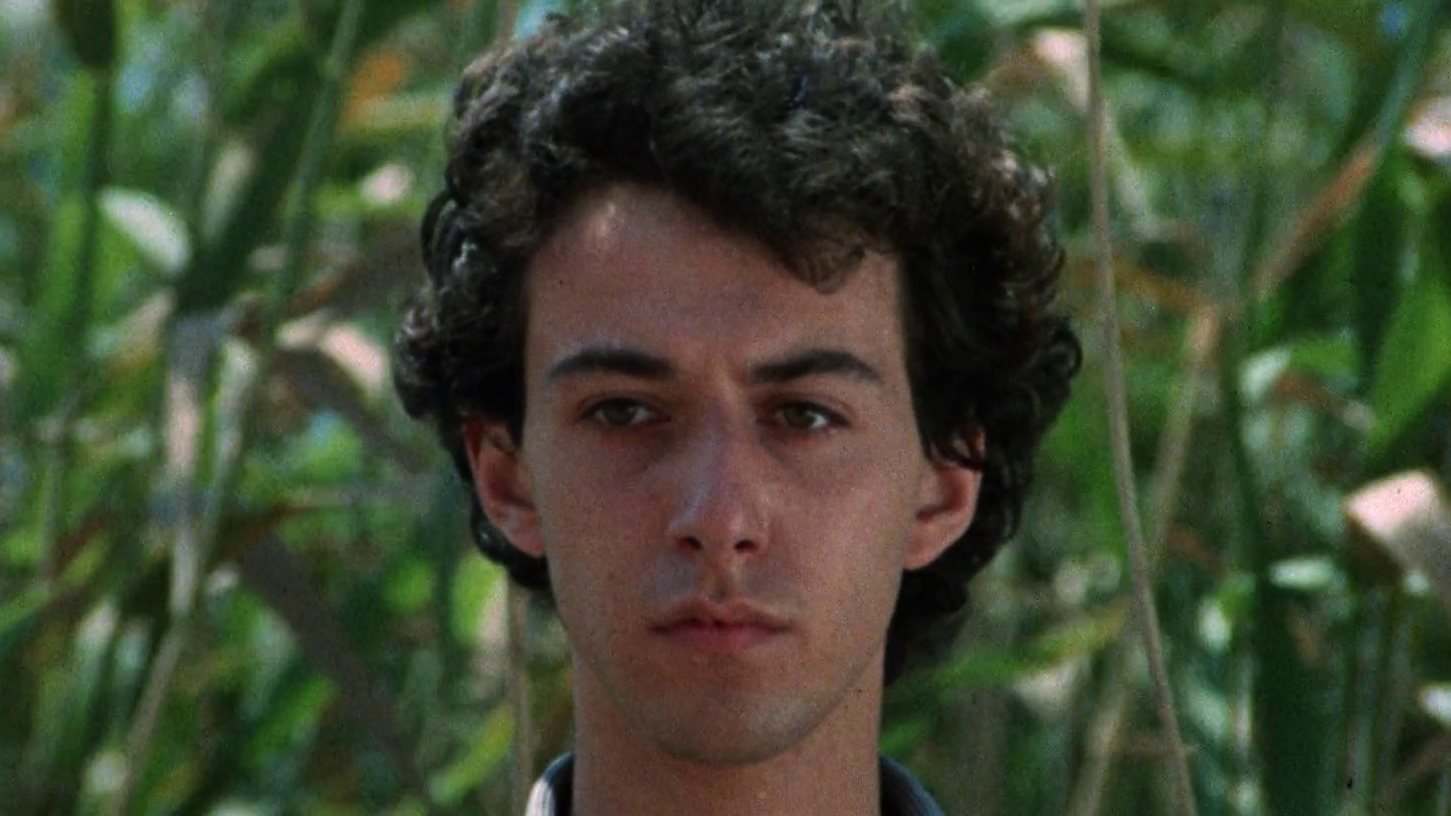
Alfredo Pea
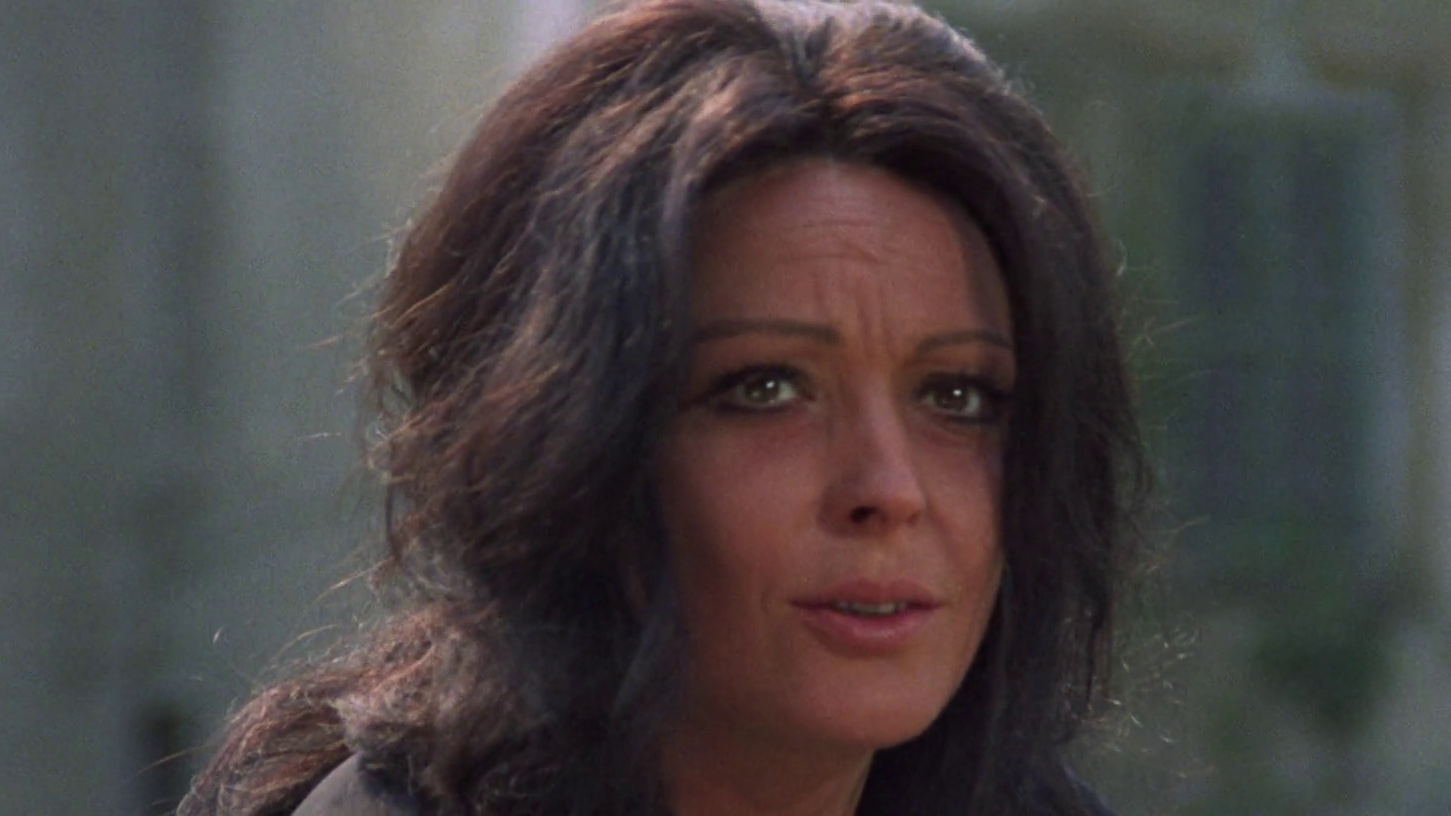
Dada Galloti
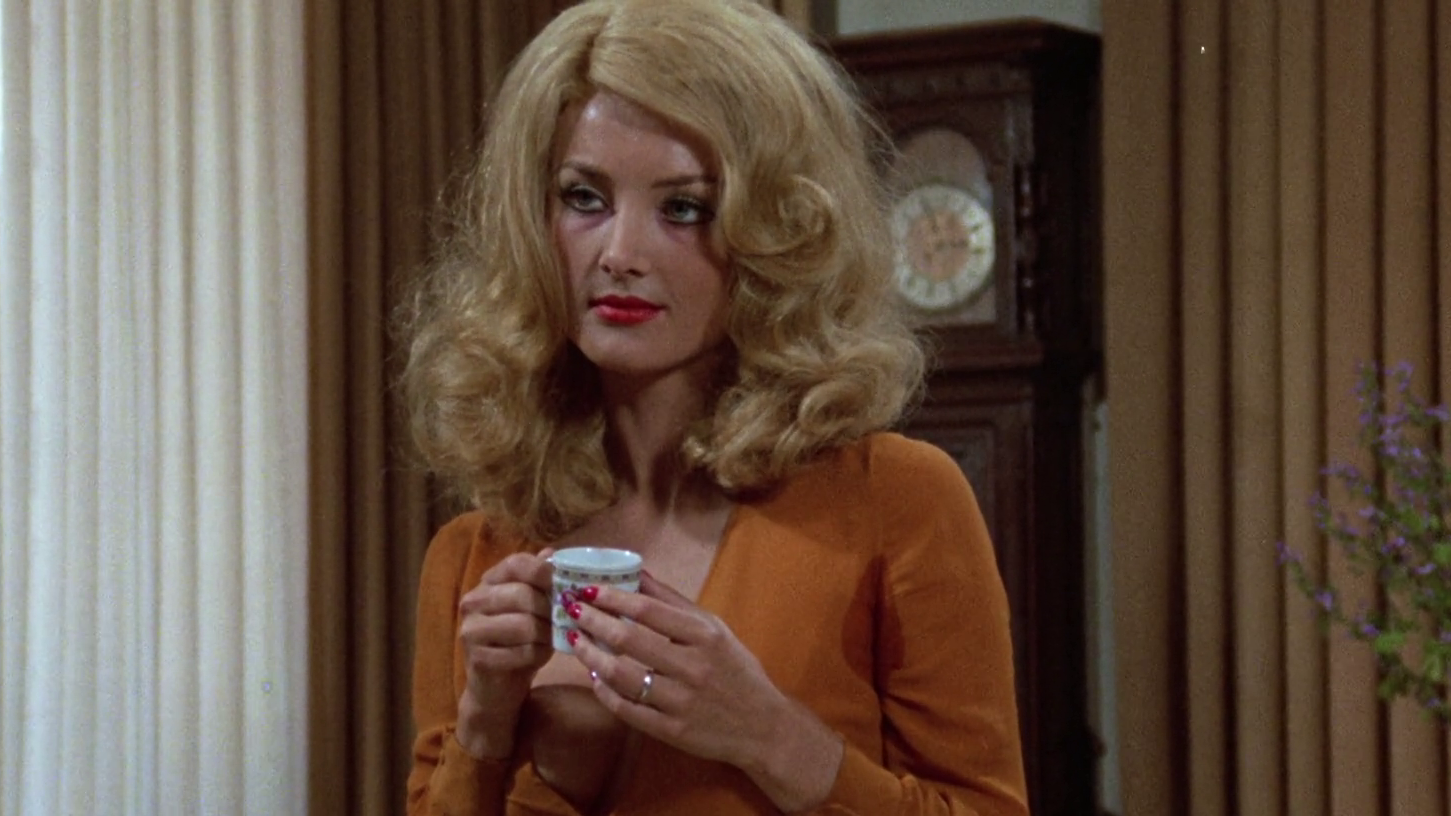
Barbara Bouchet
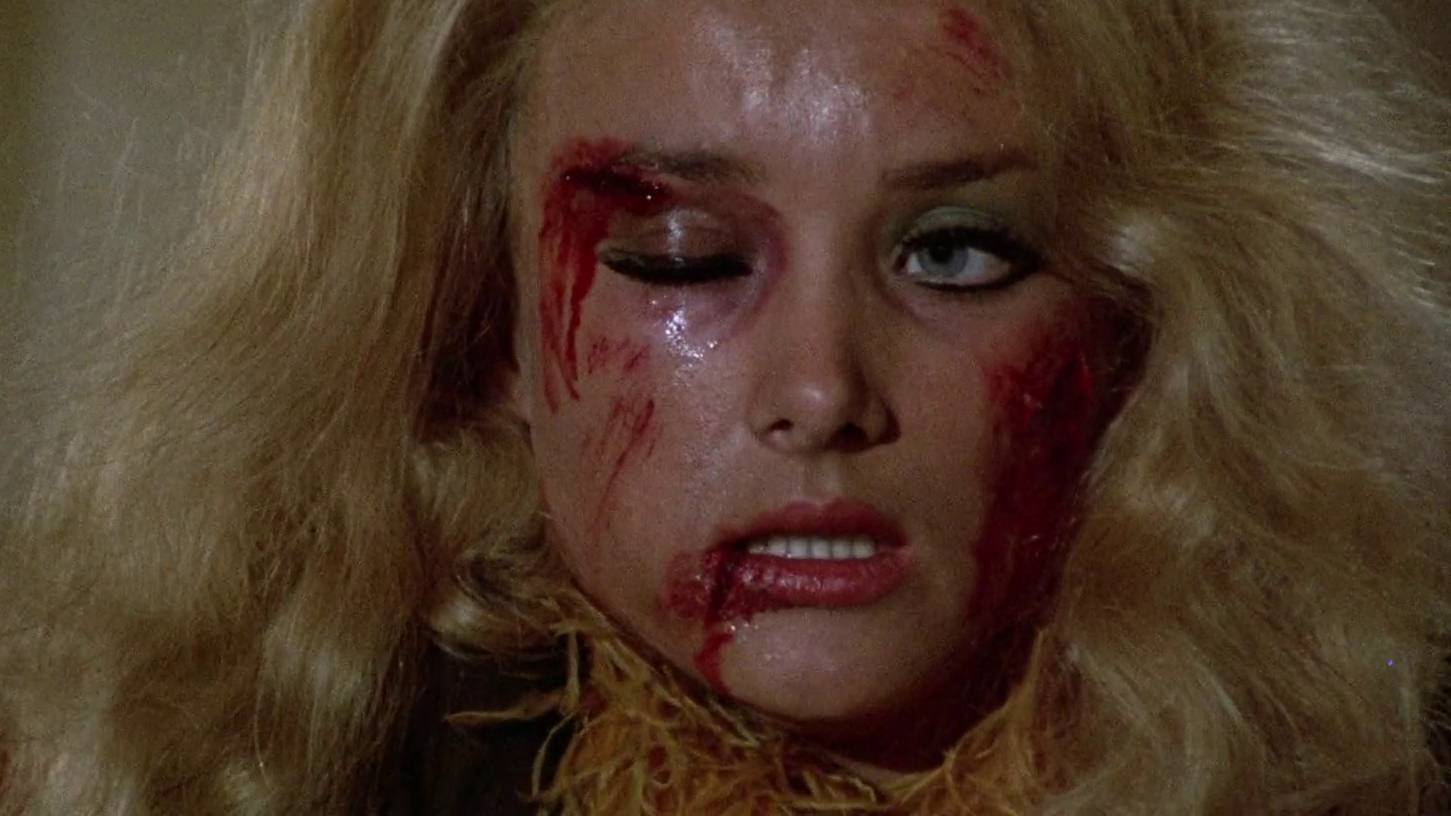
Barbara Bouchet
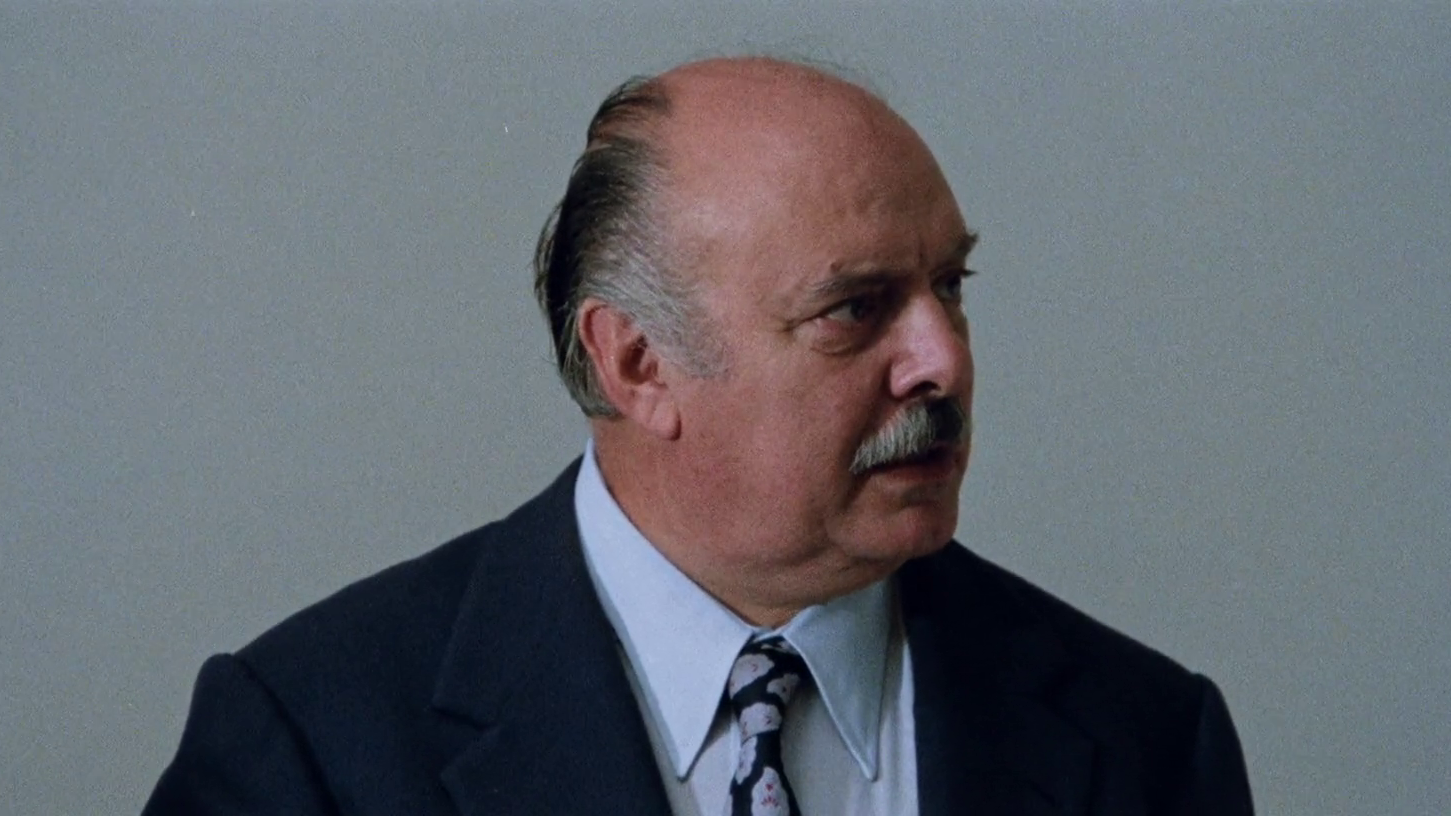
Enrico Marciani
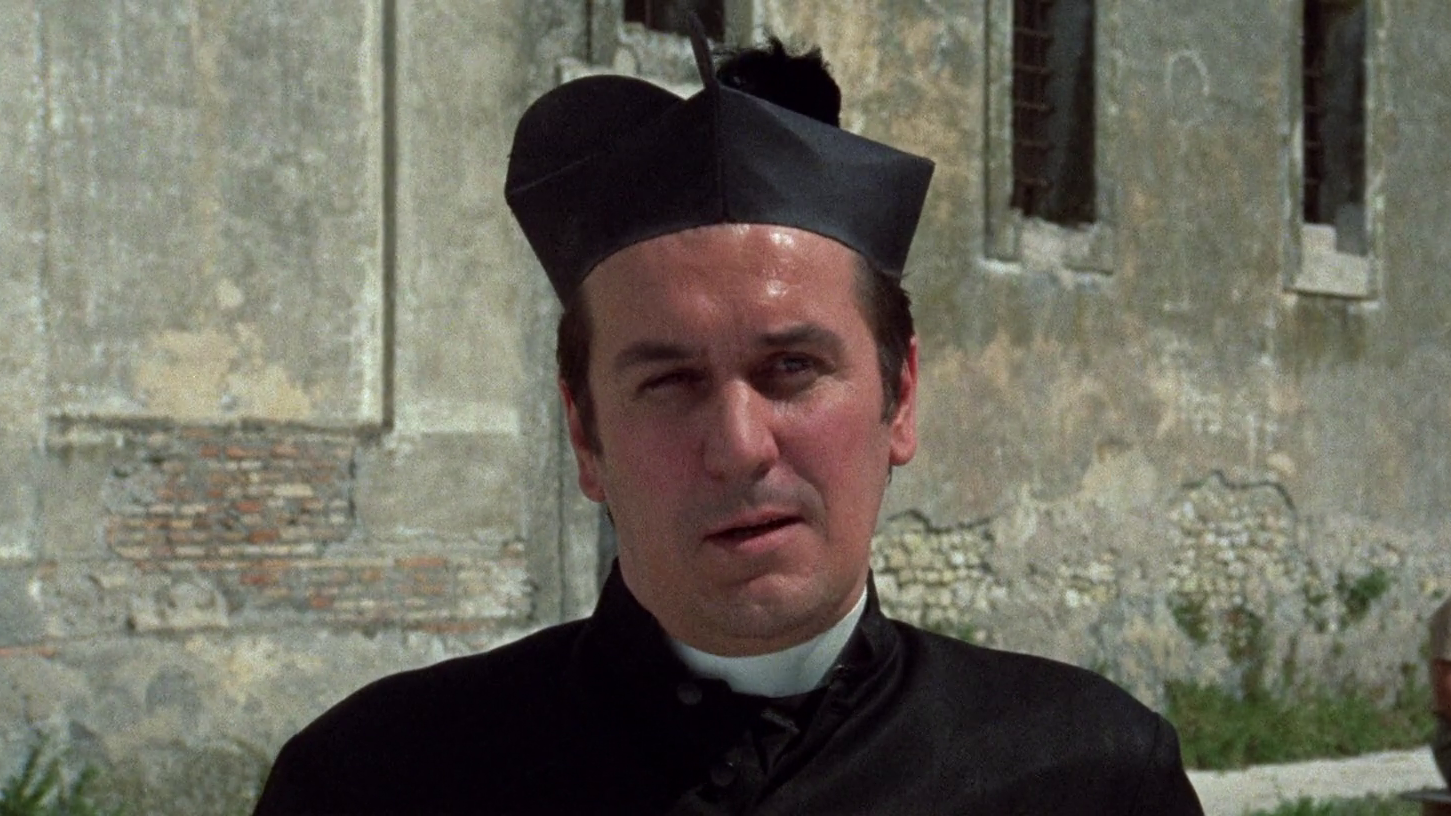
Orazio Stracuzzi